# Principe de Peter

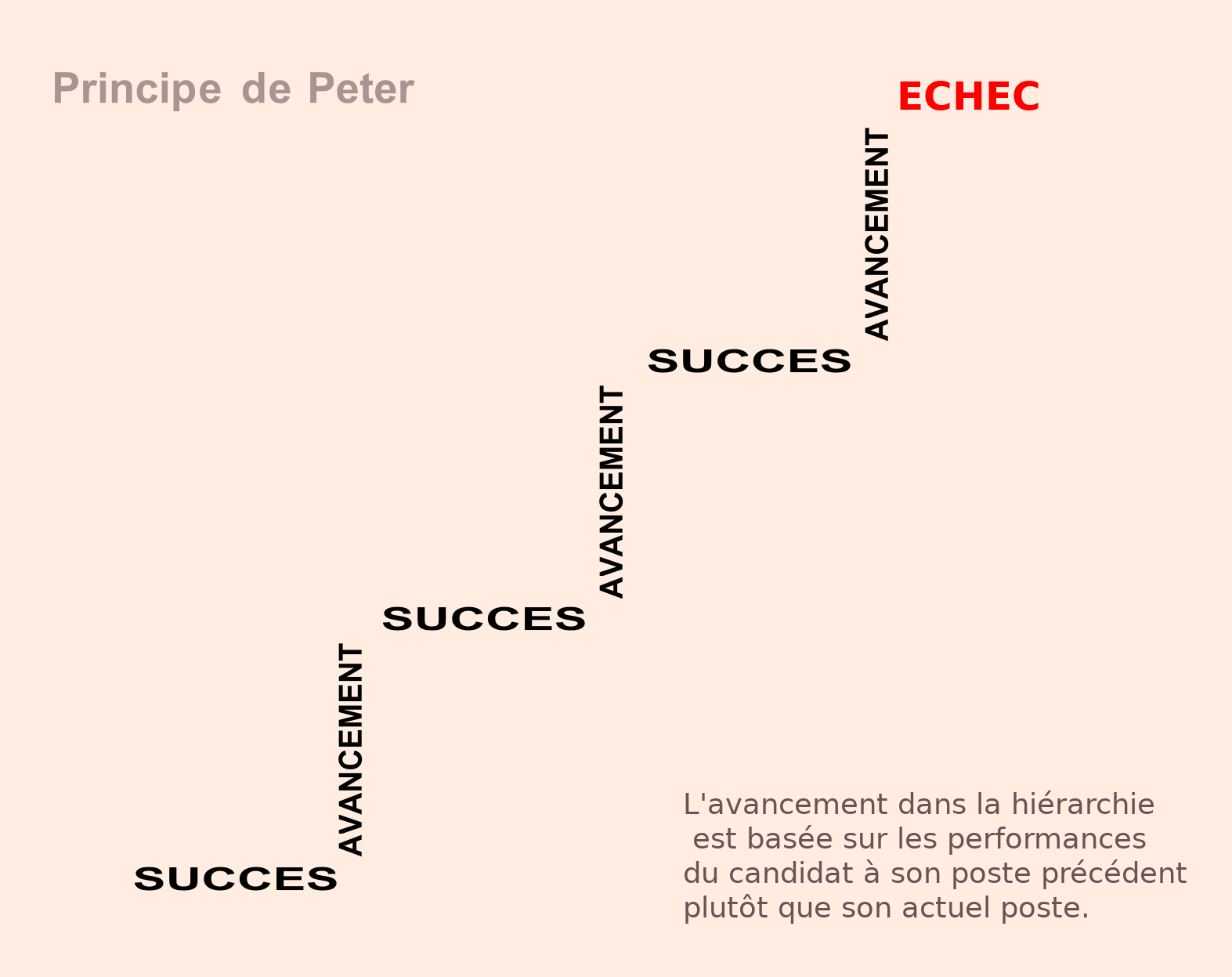
Une illustration du principe de Peter.

Le principe de Peter (appelé parfois « syndrome de la promotion Focus ») est une loi empirique (issue de faits expérimentaux, ou validée par l'expérience) relative aux organisations hiérarchiques proposée en 1969 par Laurence J. Peter et Raymond Hull dans leur ouvrage The Peter Principle (traduction française Le Principe de Peter, 1970).
Selon ce principe, « dans une hiérarchie, tout employé a tendance à s'élever à son niveau d'incompétence », avec pour corollaire que « avec le temps, tout poste sera occupé par un employé incapable d'en assumer la responsabilité ». Au cours de sa carrière, un employé compétent va en effet être promu à des responsabilités toujours plus élevées, jusqu'à arriver à un poste pour lequel il n'a pas les compétences requises.
L'ouvrage de Peter et Hull est rédigé sur un ton satirique, voire humoristique, mais le principe qu'il expose a pu faire l'objet d'études universitaires qui ont étudié sa validité par la modélisation ou par la confrontation à des cas réels, certaines concluant à sa validité complète ou partielle.

## Présentation de la thèse

### Explication du principe
Le principe de Peter, fondé sur une évaluation d'un niveau de compétence, propose de décrire les évolutions de carrière dans les hiérarchies par des principes de base simples, puis étudie les corollaires qu'impliquent ces postulats.
- Principes de base :
  - un employé compétent à un poste donné est promu à un niveau hiérarchique supérieur ;
  - un employé incompétent à un poste donné n'est pas promu à un niveau supérieur, ni rétrogradé à son ancien poste.
- Corollaires (1) :
  - un employé ne restera dans aucun des postes où il est compétent puisqu'il sera promu à des niveaux hiérarchiques supérieurs ;
  - par suite des promotions, l'employé finira (probablement) par atteindre un poste dans lequel il sera incompétent (n'ayant pas toutes les qualités requises) ;
  - par son incompétence à ce poste, l'employé ne recevra plus de promotion, il restera donc indéfiniment à un poste pour lequel il est incompétent.
- Corollaires (2) :
  - à long terme, tous les postes finissent par être occupés par des employés (plus ou moins) incompétents pour leur fonction ;
  - la majorité du travail est effectuée par des salariés n'ayant pas encore atteint leur « seuil d'incompétence ».

Si on part du principe que plus un poste est élevé dans la hiérarchie, plus il demande de compétences et plus son impact est grand sur le fonctionnement de l'organisation, alors il en découle que l'impact de l'incompétence de l'employé aura été maximisé par le niveau hiérarchique du poste auquel il aura été promu. Le principe reste valable si on l'étend, d'une hiérarchie administrative ou d'entreprise, à la société dans son ensemble[réf. souhaitée].

### Observations
La présentation du principe général est complétée par des observations sociologiques des auteurs[source insuffisante] illustrant leur thèse.

#### Hiérarques ayant atteint leur niveau d'incompétence
Peter remarque que plus le nombre d'échelons hiérarchiques est élevé, plus chacun voit une chance de parvenir à son niveau d'incompétence et de subir « la stagnation de Peter ». Il remarque que les hiérarques, quand ils sont devenus réellement incompétents, se complaisent à fréquenter des réunions, colloques, séminaires, symposiums, conférences... Le corps des hiérarques peut alors entrer en « lévitation » sous le nom de « sommet volant ». En résumé, on ne peut déboulonner un hiérarque incompétent pour les raisons suivantes :
- Seul un hiérarque peut le faire ;
  - s'il le fait, il se déjuge et admet son incompétence à discerner le personnel compétent,
    - mais on peut toujours déplacer la sous-hiérarchie que constitue le personnel sous ses ordres,
      - le hiérarque reste ainsi seul à la tête d'une pyramide sans base, sur son « sommet volant ».

#### La défoliation hiérarchique
Peter remarque que la compétence, chez les employés d'une organisation, se répartit selon une loi normale :
- 10 % d'employés sont super-compétents ;
- 20 % d'employés sont compétents ;
- 40 % d'employés sont modérément compétents ;
- 20 % d'employés sont incompétents ;
- 10 % d'employés sont super-incompétents.

Peter observe que les 80 % au centre de la courbe restent au sein de la hiérarchie, mais pas les 20 % aux extrêmes ; c'est la « défoliation hiérarchique ». Si le renvoi des 10 % super-incompétents semble évident, celui des 10 % super-compétents n'en est pas moins logique : 
- La super-compétence est plus redoutable que l'incompétence, en cela qu'un super-compétent outrepasse ses fonctions et bouleverse ainsi la hiérarchie. Elle déroge au premier commandement : « La hiérarchie doit se maintenir ».

Pour qu'un super-compétent soit renvoyé, deux séries d’événements doivent se produire :
- la hiérarchie le harcèle au point de l'empêcher de produire ;
- il n'obéit pas aux principes de « respect de la hiérarchie ».

Si l'une des deux séries manque, il n'est pas renvoyé.
L’auteur du livre évoque également un grand nombre d'exemples afin d'illustrer les différentes étapes de la progression professionnelle jusqu'au niveau de l’incompétence, tel que le cas d’un employé chargé d'un transport de fonds. Cet employé, salarié, qui a gravi tous les échelons hiérarchiques, passant de manutentionnaire à directeur général, tombe malade (par surmenage). Le conseil d’administration de l'entreprise, afin de le soulager du poids de certaines tâches, recommande la nomination d’un directeur général adjoint pour l'assister. On peut donc considérer que cet employé a déjà atteint son niveau d’incompétence : cet employé, face à de grandes responsabilités, est tombé malade car il n’arrivait plus à concilier toutes ses obligations professionnelles. Un directeur général adjoint est donc nommé : un brillant ingénieur très compétent. Mais il se montre incapable de prendre des décisions concernant le personnel et a, dès lors, atteint son niveau d’incompétence sociale. Le conseil d'administration recrute ensuite un chef du personnel pour l’assister. C'est un ancien étudiant en psychologie qui est choisi pour sa capacité d’écoute, mais placé au centre des plaintes de son supérieur hiérarchique et des revendications de l'ensemble des autres salariés, il atteint, à son tour, son niveau d’incompétence par une incapacité émotionnelle. Les auteurs, au travers de cet exemple, font ainsi la démonstration de l'incompétence cumulée.

### Remèdes proposés
Lorsqu'un dirigeant constate qu'il a des cadres supérieurs incompétents, il est conseillé de recourir à la « sublimation percutante ». Cette manœuvre, dont Peter avait constaté l'existence avant de publier ses idées, consiste à accorder à une personne incompétente une promotion vers un poste plus prestigieux en apparence, mais en fait à responsabilité très inférieure. À cet usage, Peter constate que les nouveaux postes ont des titres très impressionnants en comparaison de leur contenu. Ce principe correspond au proverbe latin promoveatur ut amoveatur (qu'il soit promu pour que l'on s'en débarrasse),.
Pour les personnes constatant leur propre incompétence, Peter recommande plusieurs diversions ; par exemple, la « spécialisation dans le détail » (un directeur d'école ne s'intéressant qu'à établir des sens de circulation dans les couloirs), ou « l'aberration totale », cette dernière consistant à cesser tout à fait d'accomplir son travail pour en laisser l'exécution à des subordonnés. Ces méthodes ne sont pas considérées comme mauvaises pour l'entreprise ou l'organisation, étant donné que dans toute organisation le travail est accompli par les personnes compétentes, les incompétents ne pouvant que les gêner.
Il est toutefois préférable de se maintenir à un poste auquel on est compétent, non seulement dans l'intérêt de l'organisation où l'on travaille, mais aussi parce qu'être compétent à son poste est un facteur de bonheur personnel. Or, Peter constate que le refus d'une promotion est mal vu par l'entourage des personnes.
Peter trouve divers exemples de personnes qui, heureuses à leur poste, accomplissent correctement leur travail principal tout en commettant des erreurs dans un aspect secondaire (ne pas s'occuper correctement de documents administratifs) ou même dans la vie de l'entreprise (se garer à la place réservée à un supérieur de temps en temps). Cette stratégie, consciente ou non, est baptisée « incompétence créatrice ».
Il est très compliqué d'utiliser le principe de Peter en politique, car accéder à un mandat d'élu n'est pas une promotion depuis une précédente fonction de dirigeant (d'adjoint au maire à maire, par exemple), mais une promotion depuis le statut de candidat en campagne (expliqué dans le chapitre du livre Hiérarchologie et politique[réf. incomplète]).

## Auteurs du principe
- Laurence J. Peter (1919-1990) est l'auteur principal du livre à l'origine de la création du « Principe de Peter ». Pédagogue canadien spécialisé dans l'organisation hiérarchique, en 1966, il s'installe en Californie, où il est successivement professeur agrégé de l'éducation, directeur de l'Evelyn Frieden Centre for Prescriptive Teaching et coordinateur des programmes pour enfants affectivement perturbés à l'université du Sud de la Californie.
- Raymond Hull (1919-1985), le co-auteur du livre, est un écrivain canadien[8] diplômé de l'université de la Colombie-Britannique ; il a surtout participé à l'élaboration littéraire du livre.

## Accueil
De par son caractère novateur et iconoclaste, l'ouvrage décrivant le principe de Peter a rencontré un succès rapide et important : l'ouvrage s'est vendu à 200 000 exemplaires la première année, est resté dans la liste des meilleures ventes du New York Times durant toutes les années 1970 et a été traduit en trente-huit langues.
Du fait de sa popularité, le principe de Peter a fait l'objet d'un commentaire important, y compris d'études universitaires, afin d'examiner sa validité.

### Soutien
Dans un article au Journal of Political economy de 2004, Edward P. Lazear de l'Université Stanford constate l'existence d'un phénomène de régression vers la moyenne qu'il apparente au principe de Peter.
Dans un article de 2006, Tim Barmby de l'Université d'Aberdeen perçoit une perte de productivité à la suite des promotions qu'il attribue pour un tiers à une baisse de la motivation et pour deux tiers à un mécanisme similaire au principe de Peter.
Dans un article de 2011, James Ike Schaap de l'Université du Nevada à Reno, sur la base d'une enquête réalisée dans des entreprises du Nevada, indiquait que 74 % de l'échantillon considérait que la situation décrite dans le principe de Peter était très courante à assez courante et que 73 % avaient été témoins de telles situations dans les cinq ans précédant l'enquête. Paradoxalement, le même échantillon répondait cependant à 63 % qu'il était en désaccord avec le principe de Peter.

### Analyse par simulation
Dans une étude de 2010, distinguée par un prix Ig Nobel, Pluchino, Rapisarda et Garofalo de l'université de Catane présentent un modèle mathématique pour étudier la validité du principe de Peter. Cependant, ce modèle dépend fortement des hypothèses qui y sont placées. L'« hypothèse de bon sens » énonce que la compétence à un poste supérieur est fortement corrélée à celle du poste hiérarchiquement juste en dessous. L'« hypothèse de Peter » énonce que la compétence à ces deux postes est complètement indépendante. 
Les prédictions de Peter se réalisent si on suppose qu'on vit dans un monde où l'hypothèse de Peter s'applique, alors que les promotions sont faites comme si celle de bon sens s'appliquait. Les auteurs montrent même que sous cette hypothèse, une organisation basée sur des promotions aléatoires serait plus efficace que les organisations appliquant la promotion du meilleur,.

### Critiques
Le principe de Peter a également des détracteurs et a fait l’objet de critiques diverses, parmi lesquelles :
- La nature trop générale du principe (toutes les organisations hiérarchiques sans exception)[4],[14] ;
- La présence d’a priori, notamment que les promotions seraient uniquement décidées en fonction de la compétence et que les grades supérieurs nécessitent obligatoirement des compétences différentes ;
- L'existence d'organisations hiérarchiques qui comportent manifestement des employés haut placés et compétents ayant gravi les échelons de l'entreprise.[réf. souhaitée]

Selon J. Steven Ott et Jay M. Shafritz, « la théorie de Peter est bien trop simpliste. Peter s'est limité à observer un symptôme (la promotion à un poste pour lequel on est incompétent sur la base d'une compétence pour des postes de niveau inférieur) et en a déduit erronément qu'il avait trouvé la cause de la maladie, l'incompétence ».

### Formulations dérivées
Le principe de Peter connaît une extension a posteriori, le Principe de Dilbert (du nom d'un personnage de bande dessinée), qui affirme de façon humoristique : « Les gens les moins compétents sont systématiquement affectés aux postes où ils risquent de causer le moins de dégâts : ceux de managers. »